# Vřesový potok
Vřesový potok je menší vodní tok v Krušných horách, pravostranný přítok Skřiváně v okrese Sokolov v Karlovarském kraji. Délka toku měří 4 km. Plocha jeho povodí je 6,56 km².

## Průběh toku
Potok pramení v Krušných horách v nadmořské výšce okolo 815 metrů v horském sedle mezi Ptačí horou (827 m) a Vršinou (900 m). Protéká územím zaniklé osady Ptačí a teče jihovýchodním směrem. Při staré cestě z Krásné Lípy do zaniklé osady Javořina přibírá několik drobných bezejmenných horských potůčků a směr toku se mění na jižní. Na území zaniklé obce Milíře podtéká silnici ze Šindelové do Nejdku, kde část vody potoka odtéká náhonem do rybníka v Šindelové zvaného Teich. Rybník sloužil jako zásobárna vody pro pohon strojního zařízení vysoké pece v Šindelové. Jižním směrem pokračuje potok k silnici ze Šindelové do Jindřichovic u níž se do potoka vrací zpět část vody po průtoku rybníkem Teich a 0,5 km východně od loveckého zámečku Favorit se potok vlévá zprava do Skřiváně.